# Svetovno prvenstvo v hokeju na ledu 2010 - elitna divizija
Turnir elitne divizije Svetovnega prvenstva v hokeju na ledu 2010 se je odvijal od 7. do 23. maja 2010. To je bilo 74. Svetovno prvenstvo v hokeju na ledu, vodila ga je Mednarodna hokejska zveza (IIHF). Otvoritveno tekmo prvenstva je gostil nogometni stadion Veltins-Arena v Gelsenkirchnu, vse preostale tekme sta gostili dvorani Lanxess Arena v Kölnu in SAP Arena v Mannheimu. Naslov svetovnega prvaka je branila Rusija, ki je slavila na predhodnih dveh prvenstvih.
Prvak je postala Češka, ki je v finalu premagala branilko naslova, Rusijo. Izid finalne tekme je bil 2–1. Bronasto medaljo je osvojila Švedska, ki je v tekmi za tretje mesto s 3-1 porazila Nemčijo. Nemci so tako na domačem terenu pospremili svojo reprezentanco do njenega največjega uspeha po 60 letih.
Prvenstvo se je v zgodovino vpisalo kot najbolj gledan hokejski dogodek v zgodovini Mednarodne hokejske zveze, saj je tekme na prvenstvu skupaj spremljalo okoli 650 milijonov gledalcev v preko 100 državah in odvisnih ozemljih po vsem svetu.  Prvenstvo je bilo zelo uspešno tudi glede obiska tekem, saj je postalo 2. najbolje obiskano Svetovno prvenstvo v zgodovini. Statistični podatki so namerili 548.788 obiskovalcev, s čimer so nemški organizatorji za las zaostali za češkimi organizatorji Svetovnega prvenstva 2004, ki so na tekme privabili 552.097 obiskovalcev.
Direktorat je za najkoristnejšega igralca prvenstva izbral nemškega hokejista Dennisa Endrasa. Najkoristnejši igralec Svetovnih prvenstev je tako prvič v zgodovini postal Nemec.  Preostali dve posamični tituli za najboljšega strelca in za najučinkovitejšega igralca sta zasedla Kanadčan John Tavares s 7 goli oziroma Rus Ilja Kovalčuk z 12 točkami.

## Povzetek

#### Skupinski del
v skupini A je vse tekme dobilo na svetovni lestvici višje rangirano moštvo, z izjemo tekme med Belorusijo in Slovaško, ki se je končala s slavjem Slovakov. Rusija je s polnim izkupičkom 9 točk osvojila prvo mesto v skupini, Slovaška je zasedla drugo mesto, medtem ko je Belorusiji ostalo tretje. Kazahstanu, ki je med elito sodeloval prvič po letu 2006, je ostalo četrto mesto in boj za obstanek.
Tudi v skupini B se je potrdila veljavnost svetovne lestvice, edina izjema je bil dvoboj med Švico in Kanado. Prvič v zgodovini so namreč Kanadčani klonili pred Švicarji, izid je bil 4–1.  Prvo mesto je pripadlo Švici, ki je v naslednji krog presenetljivo odnesla vseh 9 točk, druga je bila Kanada in tretja Latvija. Povratnik med elito Italija je brez osvojene točke zasedla četrto mesto in se preselila v boj za obstanek.
Situacija v skupini C je bila močno komplicirana, saj so kar tri reprezentance osvojile po 6 točk, tako da je o končni razvrstitvi v skupini odločala razlika v zadetkih s tekem proti izenačenima reprezentancama. Bolj kot končna lestvica, na kateri je Francija brez točk osvojila četrto mesto, pa je javnost dosegel manjši škandal. Po presenetljivem norveškem slavju proti Češki je namreč prvo ime češke reprezentance Jaromír Jágr nastopil proti vsem češkim hokejistom, ki so se odpovedali nastopu na prvenstvu.  To dejanje je kasneje sprožilo mednarodni hokejski spor, ko so na spletni strani Svetovne hokejske zveze iihf.com objavili kolumno o Jágrovem komentarju in o igralcih, ki niso nastopili na prvenstvu. Kolumno so kasneje odstranili in predsednik zveze René Fasel je izrazil veliko skrb zavoljo nastalega položaja.  V naslednji krog so se pričakovano uvrstile Švedska, Češka in Norveška - v tem vrstnem redu.
Skupina D se je izkazala za skupino presenečenj. Najprej je Nemčija pred več kot 77.000 obiskovalci presenetila močno favorizirano ameriško reprezentanco, nato pa je presenečenje uspelo še Dancem, ki so porazili Finsko.  Danska je temu dodala še zmago nad ZDA, ki so se naenkrat znašle v težkem položaju. Finska je nato z minimalnih 1–0 premagala Nemčijo, zadnje kolo pa je prineslo nemško in finsko slavje. Četrto mesto je s tem pripadlo Američanom, ki so morali s tremi porazi svojo pot nadaljevati v skupini za obstanek, medtem ko so v skupino E napredovali Finci, domačini Nemci ter Danci. ZDA, ki so na prvenstvo popeljale močno okrnjeno zasedbo, so se morale tako za obstanek boriti prvič po letu 2003. 

#### Kvalifikacijski krog
Danska je svojo dobro formo pokazala tudi v skupini E, ko je favorizirani Slovaški zadala visok poraz, izid je bil 6–0.  V naslednjem obračunu je nato Finska nadstreljala Belorusijo z 32:18, končni izid pa ni bil tako prepričljiv - finska zmaga z (le) 2–0. Rusija je nato tesno premagala Nemčijo s 3–2, odločilni zadetek je prispeval Aleksander Ovečkin. Rusija je niz zmag obdržala tudi za tekmi z Dansko in Finsko ter brez poraza prepričljivo zasedla 1. mesto v skupini E. Belorusija je po podaljšku premagala Nemčijo ter temu dodala še zmago nad Dansko 2–1. To pa še vedno ni bilo dovolj za mesto v končnici, Belorusi so prvenstvo zaključili na petem mestu skupine E. Nemčija je zatem na veliko navdušenje domačega občinstva in selektorja Uweja Kruppa pripravila novo presenečenje - zmaga 2–1 proti Slovaški je nemške hokejiste ponesla celo na tretje mesto.  Končni pogled na lestvico je bil torej tak: Finska je zasedla drugo mesto za suvereno Rusijo, Nemčija je odščipnila tretje mesto, četrti so bili Danci. Danska se je s tem prvič v zgodovini prebila v četrtfinale Svetovnega prvenstva, Slovaški pa je ostalo zadnje šesto mesto. S tem so se še tretje leto zapored od prvenstva poslovili pred pričetkom končnice, kar nikakor ni bila dobra popotnica za njihovo domače Svetovno prvenstvo 2011. 
Uvodna tekma skupine F je bil obračun med Kanado in Norveško, v katerem so Kanadčani izkoristili prepih v skandinavski obrambi in slavili kar z 12–1.  Švedska je nato premagala Latvijo s 4–2, Švica pa je še podaljšala svoj zmagoviti niz, ko je s 3–2 presenetila Češko.  Latvija je zaten porazila Norveško, a je v zadnjem krogu morala priznati premoč češki reprezentanci, kar jo je prikovalo na zadnje mesto skupine F. Švedska je po izjemni predstavi svojega čuvaja mreže Jonasa Gustavssona na kolena spravila Kanado.  Sledilo je novo presenečenje, ko je Norveška proti samozavestni Švici izvlekla zmago s 3–2. Norvežani so vseeno končali na petem mestu in brez nastopa v končnici zaključili prvenstvo. Češka je nato s 3–2 premagala Kanado in jo s tem tudi prehitela na lestvici.  Kvalifikacijski krog se je zaključil s prepričljivo zmago Švedske proti Švici, Švedi so tako zasedli prvo mesto v skupini F.  Drugi so bili Švicarji, tretji Čehi in četrti Kanadčani. Širšo hokejsko javnost je morebiti še najbolj presenetilo ravno četrto mesto Kanadčanov (ki sicer niso igrali v najmočnejši zasedbi), ki so pred prvenstvom zasedali drugo mesto na lestvici Svetovne hokejske zveze.

#### Skupina za obstanek
V skupini za obstanek so se pomerile reprezentance ZDA in Francije ter dve novinki med elito, Italije in Kazahstana. ZDA so imele vlogo favorita, še posebej zavoljo osvojene srebrne olimpijske kolajne iz meseca januarja. Boj za drugo mesto se je odvil med Italijo in Francijo, medtem ko je Kazahstan dokaj pričakovano zasedel zadnje 4. mesto v skupini za obstanek. Na koncu sta si mesto v elitni druščini ubranili ZDA in Francija, ki sta bili na lestvici Mednarodne zveze obe višje rangirani od Italije in Kazahstana.
V prvi tekmi so Američani z 10–0 odpihnili Kazahstance, medtem ko je Francija z izidom 2–1 dobila pomembno tekmo proti Italiji.  V drugem krogu ni bilo presenečenj, Američani so zanesljivo opravili s Francozi, medtem ko se je Italija namučila s Kazahstanom, končni izid je bil 2–1 v italijansko korist.  V zadnjem krogu so Italijani pripravili dostojen odpor proti Američanom, tekma se je z ameriškim slavjem končala šele po izvajanju kazenskih strelov. To je pomenilo, da so ZDA osvojile prvo mesto v skupini in da bi Italijane med elito ohranila le zmaga Kazahstana. Do te ni prišlo, Francija je azijske tekmece odpravila s 5–3 in tako zasedla drugo mesto v skupini ter si s tem tudi priborila obstanek v najvišjem razredu svetovnega hokeja na ledu še za eno leto. 

#### Končnica
V končnici se je za naslov svetovnega prvaka pomerilo 8 reprezentanc. V prvem četrtfinalnem obračunu sta si nasproti stali Finska in Češka. Tekmo so bolje začeli Skandinavci, ki so prek Petrija Kontiole povedli že v prvi minuti. Izid je nato ostal nespremenjen vse do začetka zadnje tretjine, ko je Čehe v igro vrnil Jakub Klepiš. Redni del se je končal z rezultatom 1–1 in sledili so podaljški. Ko tudi v podaljšku nobena od ekip ni uspela zadeti, so o potniku v polfinale odločali kazenski streli. V loteriji so srečnejšo potegnili češki hokejisti, odločilni kazenski strel za napredovanje v naslednji krog je prispeval Jan Marek. 
V drugem četrtfinalnem srečanju sta moči merili Švedska in Danska. To je bil prvi danski nastop v izločilnih bojih Svetovnih prvenstev v zgodovini. Švedi so si hitro priigrali zanesljivo vodstvo 3–0, a so Danci v drugi tretjini znižali zaostanek. Udarec je sedem minut pred koncem vrnil Linus Omark, ki je Švede povedel v vodstvo 4–1. Dancem do konca ni uspelo nič več kot tolažilni zadetek, ki ga je ob igri z igralcem več v svojo statistiko vpisal Morten Madsen. Končni izid je bil torej 4–2 v švedsko korist. 
Tretji četrtfinale je pomenil ponovitev četrtfinalne tekme z olimpijskega turnirja. Januarja je tedaj na domačem ledu Kanada obračunala z Rusijo s 7–3 in tako odpihnila ruske upe na olimpijsko zlato. Tokrat je bilo razmerje moči obrnjeno, Ruse je v vodstvo s poznim golom v prvi tretjini povedel Maksim Afinogenov. Rusija, ki je bila do te tekme neporažena, je v drugi tretjini povsem prevladovala in v tretji tretjini je bil izid že 4–0 v rusko korist. Jeziček na tehtnici je bil Ilja Kovaljčuk, ki je ob končni zmagi Rusije s 5–2 prispeval tri podaje. Kanada je ob koncu z dvema zadetkoma vsaj delno omilila visok poraz. 
V zadnjem četrtfinalnem dvoboju sta se pomerila gostiteljica Nemčija in njihov tradicionalni tekmec, Švica. V prvi tretjini gledalci zadetkov niso videli, čeprav so Švicarji dvakrat zatresli okvir nemških vrat. Sredi druge tretjine je prvi gol na tekmi dosegel Philip Gogulla, ki je s tem Nemčijo popeljal v vodstvo 1–0. Do konca se izid ni več spremenil in nemški hokejisti so se ob podpori domačega občinstva veselili napredovanja v polfinale. Končni izid sicer ni odražal dejanskega stanja na ledeni ploskvi, saj so Švicarji nemške nasprotnike nadstreljali z 41:27. Veliko zaslug za minimalno nemško zmago je imel tudi nemški čuvaj mreže Dennis Endras, ki ga je direktorat kasneje celo izbral za najkoristnejšega igralca prvenstva. Nemčija se je v polfinale uvrstila prvič po letu 1953, švicarsko-nemški obračun pa je Mednarodna hokejska zveza poimenovala kar Čudež v Mannheimu.  Tekma pa ni minila brez incidentov, ob koncu tekme je namreč izbruhnil pretep. Najbolj razgreta pretepača sta bila nemški pomočnik selektorja Ernst Höfner in švicarski branilec Timo Helbling, oba so sodniki kaznovali z disciplinsko kaznijo igre. 
Po enem prostem dnevu je 22. maja napočil čas za prvi polfinale, nasprotnika pa Švedska in Češka. Čehi in Švedi so se na prvenstvu pomerili že v skupini C, tedaj se je tekma končala s češko zmago 2–1. Tokrat se je tekma odvila precej podobno, Čehi so prvi povedli, a so nato Švedi na drugi strani odgovorili z zadetkom in postavili izid prve tretjine, 1–1. V 32. minuti je nato Andreas Engqvist Švedsko popeljal v vodstvo 2–1, ki je trajalo vse do konca zadnje tretjine. 1 minuto in 13 sekund pred koncem je namreč češki selektor iz vrat potegnil vratarja. Ta poteza se je obrestovala, saj je Karel Rachůnek ob igri 6 na 5 le 7,5 sekund do konca rednega dela uspel izenačiti na 2–2. Tekma se je tako zavlekla v podaljšek, v katerem gledalci niso videli golov. O potniku v finale so tako odločali kazenski streli, pri katerih so bili še enkrat več srečnejši Čehi, odločilni kazenski strel je znova realiziral Jan Marek. 
Tudi drugi polfinalni dvoboj je ponudil ponovitev ene od predhodnih tekem, v tem primeru srečanja med Rusijo in Nemčijo v skupini E, ki se je končalo s tesno zmago Rusije 3–2. Tudi polfinalni obračun teh dveh tekmecev je ponudil izenačeno tekmo. Prvi so prek Marcela Goca povedli Nemci, Goc je rusko mrežo stresel v 16. minuti ob igri z dvema igralcema več. Rusi so zaostanek izničili sredi druge tretjine, ko je plošček v mrežo Nemcev poslal Jevgenij Malkin. Ko je že vse dišalo po podaljških, je minuto in 50 sekund pred koncem  ruski napadalec Pavel Dacjuk zabil žebelj v krsto Nemcev in postavil končni izid srečanja: 2–1. Nemčija si tako na domačem ledu ni uspela priigrati finala in v tekmi za 3. mesto jo je čakal še en težak tekmec, Švedska. Rusija se je na drugi strani še tretjo leto zapored prebila v finale Svetovnega prvenstva, kjer ji je nasproti stala Češka. 
V tekmi za 3. mesto in bronasto medaljo je prvi gol dosegla Švedska, ki jo je v vodstvo 1–0 popeljal Magnus Pääjärvi-Svensson. Nemce je nato proti koncu druge tretjine v igro vrnil Alexander Barta, ki je po odbitku v drugem poskusu premagal švedskega čuvaja mreže Jonasa Gustavssona in izid poravnal na 1–1. Začetek zadnje tretjine je na obžalovanje domače publike prinesel nov švedski zadetek, Jonas Andersson je s strelom skoraj z mrtvega kota premagal nemškega vratarja Dennisa Endrasa in Švedska je povedla z 2–1. Andersson se je med strelce vpisal še v zadnji minuti tekme, ko je plošček za končni izid 3–1 poslal v prazno nemško mrežo. Bronasta medalja je tako pripadla Skandinavcem. 

#### Finale
Rusija in Češka sta se v finalu med seboj pomerili prvič po razpadu bivših držav, Sovjetske zveze in Češkoslovaške. Rusija se je v finale uvrstila tretjič zapored, medtem ko je bil za Čehe to prvi finale po letu 2006. 
Srečanje je z golom že po 20 sekundah odprl češki napadalec Jakub Klepiš, ki je rusko mrežo zatresel po podaji Jaromíra Jágra. Gol je padel po napaki ruske obrambe, saj so si češki igralci priborili posest ploščka v trenutku, ko ruskih branilcev ni bilo na mestu. Do konca tretjine je nato Rusija ves čas napadala in imela velikansko premoč na ledu, ki pa je ni uspela kronati z zadetkom. Še najbližje je bil veteran Sergej Fjodorov, ki je po prodoru stresel vratnico. Povsem ob koncu tretjine je Rusom prek Pavla Dacjuka le uspelo zatresti češko mrežo, a so sodniki po pregledu video posnetkov odločili, da je gol padel po pisku sirene. Izid prve tretjine je bil tako 1–0 v korist Čehov. 
V drugi tretjini je Rusija znova pritisnila, a so bili Čehi še enkrat  srečnejši. V 39. minuti je namreč sledil nov šok za rusko reprezentanco, ko sta se v češki obrambni tretjini nesrečno zaletela dva ruska hokejista. Čehi so višek igralcev spretno izkoristili in  preko Tomáša Rolineka povedli z 2–0. Rolineku je asistiral Karel Rachůnek. Počasni posnetek je razkril, da se je plošček v mrežo preusmeril od Rolinekove drsalke. Sodniki so zadetek vseeno priznali, saj so na posnetku razbrali, da je bila Rolinekova drsalka pri miru in zato ploščka ni brcnil v mrežo, ampak ga je plošček zgolj zadel in se srečno odbil v gol. 
Tretja tretjina se je odvijala enako kot prejšnji dve - Rusija je jalovo napadala na češka vrata. Lepo priložnost za zadetek je sicer imel Jevgenij Malkin, a ni zmogel premagati češkega čuvaja mreže. Na polovici zadnje tretjine je sledil nov udarec za Ruse, saj so sodniki Alekseja Jemelina kaznovali s 5 minutami kazni in disciplinsko kaznijo igre. Kazen si je prislužil za nalet na Jaromíra Jágra, ki se je pri naletu poškodoval in ni zmogel nadaljevati srečanja. Tekma se je nato nadaljevala v živčnem ozračju in kaznimi na obeh straneh. Ruskemu selektorju naposled ni preostalo drugega, kot da iz gola potegne vratarja Semjona Varlamova. Rusko premoč petih proti trem je v izdihljajih tekme kronal Pavel Dacjuk in tako ruskim navijačem 35 sekund do konca vlil nekaj upanja. Češki hokejisti so do konca uspeli ohraniti izid 2–1 in s tem ubranili prednost enega zadetka, tudi na krilih obrambe Tomáša Vokouna v zadnjem ruskem napadu. 
Čehom sta zlate medalje podelila češki predsednik Václav Klaus in predsednik Mednarodne hokejske zveze René Fasel.

## Izbira gostitelja
Za organizacijo prvenstva so se potegovale štiri evropske države. Te so bile:
- Nemčija
- Belorusija
- Švedska
- Slovaška

Pred končnim glasovanjem sta iz boja izstopili Slovaška in Švedska, ki sta se raje prijavili za gostitelja Svetovnega prvenstva 2011. Kasneje so si vse te štiri države izborile organizacijo Svetovnega prvenstva v bližnji prihodnosti. Slovakom so zaupali izvedbo leta 2011, Belorusom leta 2014, Švedom pa je ostala organizacija prvenstev leta 2012 in 2013 (organizacijo obeh prvenstev si je Švedska razdelila s Finsko). 
Za odločitev je bil potreben le en krog glasovanja in predsednik Mednarodne hokejske zveze René Fasel je zmagovalca glasovanja 15. maja 2005 v Zürichu predstavil javnosti. Nemška kandidatura je prejela 89 glasov, medtem ko sta beloruski mesti Minsk in Žodžina nabrali le 18 glasov. 
Rezultati:
- Nemčija, 89 glasov
- Belorusija, 18 glasov
- Slovaška izstopila iz boja pred pričetkom kongresa, vstopila v boj za organizacijo prvenstva 2011
- Švedska izstopila iz boja tik pred pričetkom glasovanja, vstopila v boj za organizacijo prvenstva 2011

## Promocija

### Uradna pesem prvenstva
Za uradno pesem prvenstva so izbrali Stuck on Replay v izvedbi nemške techno skupine Scooter. Gre za četrti singl z albuma Under The Radar Over The Top. Pesem so izdali 12. marca 2010, na dan njihovega koncerta v Hamburgu, ki je bil tudi največji dogodek njihove promocijske turneje Under The Radar Over The Top. 

### Maskota
Urmel na ledu (nemško Urmel auf dem Eis) je uradna maskota prvenstva. Urmel na ledu se je nemški javnosti predstavil že preko Augsburškega lutkovnega gledališča in animiranega filma Impy's Island iz leta 2006. Urmel na ledu je sicer do prvenstva služil kot uradna maskota Nemške hokejske zveze in nemške hokejske reprezentance. Na svojem dresu nosi številko 10, avtor lika pa je Max Kruse. 

### Slogan
Uradni slogan prvenstva so razkrili 2. septembra 2009 v dvorani Lanxess Arena. Glasi se: »Nemčija na ledu« (nemško Deutschland auf Eis). 

### Ambasadorji
Organizatorji so za namene promocije angažirali številne hokejske legende. Največ pozornosti med njimi so posvečali kanadskemu asu Waynu Gretzkyju, sovjetskemu desetkratnemu svetovnemu prvaku Vladislavu Tretjaku in nemškemu igralcu stoletja Erichu Kühnhacklu. Vsi trije so člani Svetovnega hokejskega hrama slavnih in so predhodno nastopili na Svetovnem prvenstvu.  Ostali ambasadorji prvenstva so bili še Zdeno Chára, Peter Forsberg, Sergej Kosticin, Jari Kurri, Kim Martin, Mark Streit, Hayley Wickenheiser in Henrik Zetterberg. Vsi skupaj so se ob sodelovanju Svetovne antidopinške agencije združili v boju proti dopingu, kampanjo so naslovili »Kampanja zelenega ploščka.« 

## Prizorišča
| Köln                             | Mannheim                     | Gelsenkirchen                    |
| Lanxess Arena Kapaciteta: 18.500 | SAP Arena Kapaciteta: 12.500 | Veltins-Arena Kapaciteta: 76.152 |
|                                  |                              |                                  |

### Rekordni obisk uvodne tekme
Otvoritvena tekma 74. svetovnega prventsva je potekala 7. maja na nogometnem stadionu Veltins-Arena v Gelsenkirchnu, nasproti sta si stali Nemčija in ZDA. Tekme so se udeležili mnogi znani obrazi iz športa in politike, med drugim je bil na tekmi navzoč nemški predsednik Horst Köhler.  Organizatorji so se podviga organizacije hokejske tekme na nogometnem objektu lotili s ciljem omogočiti obisk 76.152 navijačem.  S tem so želeli podreti svetovni rekord v obisku hokejske tekme, ki jo je pri številki 74.554 držala ameriška univerza Michigan State University. 
V drugem odmoru, pred začetkom zadnje tretjine, je govornik projekta Guinessove knjige rekordov Christian Teufe oznanil, da so odgovorni našteli 77.803 obiskovalce. Nemški organizatorji so s tem predhodno veljavni rekord Univerze Michigan State presegli kar za 3.000 obiskovalcev.  V postavi ameriške reprezentance sta bila tudi Eric Nystrom in David Moss, ki sta nastopila tudi na tisti rekordni tekmi Univerze Michigan State leta 2001. Nystrom in Moss sta tako postala edina Zemljana, ki sta igrala na obeh rekordnih tekmah.
Rekordno število obiskovalcev je pomenilo tudi glasno podporo nemških navijačev s tribun, ki so pri navijanju uporabljali nogometne napeve, piščalke in bobne. Ameriški kapetan je po tekmi o vzdušju na ledeni ploskvi izjavil, da je celotna njegova ekipa pokleknila pod frustracijo zaradi nezmožnosti komunikacije med igralci. Carter je tudi dejal, da je bila "publika definitivno sedmi nemški igralec na ledu."  Tekma je pomenila mejnik tudi v tem smislu, da je nemška izbrana vrsta ameriško reprezentanco porazila prvič po več kot 17 letih. Zadnja nemška zmaga nad Američani je namreč datirala nazaj do Dortmunda in dne 25. aprila 1993 - takrat je Nemčija ZDA odpravila s 6–3. Obe tekmi sta imeli še eno podobnost, saj sta bili obe del Svetovnega prvenstva, ki ga je obakrat gostila Nemčija. 
Rekord po obiskanosti je vzdržal le nekaj več kot 7 mesecev, saj si je tekmo ameriške hokejske univerzitetne lige med Univerzo Ann Arbor in Univerzo Michigan State 12. decembra 2010 ogledalo 113.411 obiskovalcev.  V tekmi, ki so jo odigrali na ameriškonogometnem stadionu Michigan Stadium, so hokejisti Ann Arborja slavili s 5–0.  Organizatorjem nemškega Svetovnega prvenstva tako ostaja le še rekordni obisk kake mednarodne (reprezentančne) hokejske tekme.

## Sodelujoče države
Na prvenstvo se je uvrstilo 16 reprezentanc, od tega ena iz Azije, 13 iz Evrope in 2 iz Severne Amerike.
| Azija - Kazahstan^ Evropa - Belorusija* - Češka* - Danska* - Finska* - Francija* - Nemčija† - Italija^ | - Latvija* - Norveška* - Rusija* - Slovaška* - Švedska* - Švica* Severna Amerika - Kanada* - ZDA* |  |

* = avtomatično uvrščene reprezentance, ki so leta 2009 osvojila prvih 13 mest.
^ = reprezentanci uvrščeni preko zmage v diviziji II Svetovnega prvenstva 2009
† = reprezentanca uvrščena kot gostiteljica

## Razvrstitev v skupine
Reprezentance so bile po skupinah razvrščene glede na njihov položaj na svetovni lestvici iz leta 2009, ki se je zaključila s Svetovnim prvenstvom 2009.  Rezultati z olimpijskega turnirja 2010 se tako pri rangiranju reprezentanc niso upoštevali.
Razvrstitev po skupinah:
| Skupina A - Rusija (1) - Belorusija (8) - Slovaška (9) - Kazahstan (18) | Skupina B - Kanada (2) - Švica (7) - Latvija (10) - Italija (15) | Skupina C - Švedska (3) - Češka (6) - Norveška (11) - Francija (14) | Skupina D - Finska (4) - ZDA (5) - Nemčija (12) - Danska (13) |

## Postave
Za podrobne podatke o tej temi glej Svetovno prvenstvo v hokeju na ledu 2010 - elitna divizija, postave.
Vsaka reprezentanca je bila primorana na prvenstvo poslati vsaj 15 drsalcev (napadalcev in branilcev) in vsaj 2 vratarja oziroma največ 20 drsalcev in največ 3 vratarje. Vseh 16 sodelujočih držav je moralo sezname igralcev preko svojih državnih zvez Svetovnih hokejski zvezi posredovati najkasneje do 6. maja 2010. 

## Skupinski del
16 sodelujočih držav je bilo razvrščenih v naslednje 4 skupine. Najbolje uvrščene tri države iz skupine se prebijejo v Kvalifikacijski krog, najslabša gre v boj za obstanek v elitni diviziji.
|  | Reprezentanca napreduje v Kvalifikacijski krog |
|  | Reprezentanca gre v Skupino za obstanek        |

### Skupina A
| Reprezentanca | OT | Z | ZP | PP | P | DG | PG | GR  | Toč |
| ------------- | -- | - | -- | -- | - | -- | -- | --- | --- |
| Rusija        | 3  | 3 | 0  | 0  | 0 | 10 | 3  | +7  | 9   |
| Slovaška      | 3  | 2 | 0  | 0  | 1 | 10 | 6  | +4  | 6   |
| Belorusija    | 3  | 1 | 0  | 0  | 2 | 8  | 9  | −1  | 3   |
| Kazahstan     | 3  | 0 | 0  | 0  | 3 | 4  | 14 | −10 | 0   |

| 9. maj 2010 | Belorusija | 5–2 | Kazahstan | Lanxess Arena, Köln |

| Poročilo tekme | Poročilo tekme | Poročilo tekme    | Poročilo tekme                                                                 | Poročilo tekme                                           |
| -------------- | --- | ----------------- | ------------------------------------------------------------------------------ | -------------------------------------------------------- |
| Začetek: 16:15 | D. Meleško (M. Grabovski, R. Salei) – 32:09 M. Stefanovič (J. Kovrišin) – 33:39 A. Kaljužni (N. Stasenko) – 44:21 R. Salei (A. Kaljužni) – 50:14 S. Demagin (D. Meleško, V. Kostjučenok) – 58:20 | ( 0–0, 2–2, 3–0 ) | 20:17 – D. Dudarev (K. Šafranov) 30:30 – V. Antipin (A. Koreškov, A. Gavrilin) | Gledalci: 6.125 Sodnika: Ole Hansen Sodnika: Rick Looker |

| 9. maj 2010 | Slovaška | 1–3 | Rusija | Lanxess Arena, Köln |

| Poročilo tekme | Poročilo tekme                   | Poročilo tekme | Poročilo tekme                                                                                        | Poročilo tekme                                                  |
| -------------- | -------------------------------- | -------------- | --- | --------------------------------------------------------------- |
| Začetek: 20:15 | I. Majeský (M. Bartovič) – 43:51 |                | 14:51 – M. Afinogenov (V. Kozlov, N. Kulemin) 29:23 – A. Ovečkin (S. Fjodorov) 59:06 – V. Kozlov (EN) | Gledalci: 18.522 Sodnika: Marc Muylaert Sodnika: Patrik Sjoberg |

| 11. maj 2010 | Rusija | 4–1 | Kazahstan | Lanxess Arena, Köln |

| Poročilo tekme | Poročilo tekme | Poročilo tekme    | Poročilo tekme                   | Poročilo tekme                                            |
| -------------- | --- | ----------------- | -------------------------------- | --------------------------------------------------------- |
| Začetek: 16:15 | A. Ovečkin (A. Sjomin, S. Fjodorov) – 10:20 (PP) I. Kovalčuk (A. Sjomin) – 20:42 A. Sjomin – 37:55 D. Grebeškov (M. Afinogenov, N. Kulemin) – 43:22 | ( 1–0, 2–0, 1–1 ) | 57:59 – D. Dudarev (K. Šafranov) | Gledalci: 9.274 Sodnika: Rick Looker Sodnika: Milan Minář |

| 11. maj 2010 | Belorusija | 2–4 | Slovaška | Lanxess Arena, Köln |

| Poročilo tekme | Poročilo tekme                                                                   | Poročilo tekme    | Poročilo tekme | Poročilo tekme                                                  |
| -------------- | -------------------------------------------------------------------------------- | ----------------- | --- | --------------------------------------------------------------- |
| Začetek: 20:15 | S. Demagin (A. Stas, D. Meleško) – 4:29 A. Kaljužni (A. Stas, D. Meleško) – 9:03 | ( 2–0, 0–2, 0–2 ) | 22:42 – I. Čiernik (R. Lintner) (PP) 30:07 – M. Bartovič (R. Pánik, R. Lintner) 44:07 – M. Zagrapan (A. Sekera) (PP) 59:06 – M. Bartovič (R. Pánik, A. Podkonický) | Gledalci: 8.862 Sodnika: Christer Larking Sodnika: Chris Savage |

| 13. maj 2010 | Rusija | 3–1 | Belorusija | Lanxess Arena, Köln |

| Poročilo tekme | Poročilo tekme | Poročilo tekme    | Poročilo tekme                  | Poročilo tekme                                              |
| -------------- | --- | ----------------- | ------------------------------- | ----------------------------------------------------------- |
| Začetek: 16:15 | S. Mozjakin (M. Sušinski, I. Nikulin) – 10:45 (PP) A. Ovečkin (S. Fjodorov) – 32:21 A. Anisimov (S. Mozjakin, V. Atjušov) – 34:03 | ( 1–0, 2–0, 0–1 ) | 47:30 – A. Kaljužni (A. Ugarov) | Gledalci: 17.540 Sodnika: Ole Hansen Sodnika: Marc Muylaert |

| 13. maj 2010 | Kazahstan | 1–5 | Slovaška | Lanxess Arena, Köln |

| Poročilo tekme | Poročilo tekme                    | Poročilo tekme    | Poročilo tekme | Poročilo tekme                                                     |
| -------------- | --------------------------------- | ----------------- | --- | ------------------------------------------------------------------ |
| Začetek: 20:15 | D. Dudarev (A. Koledajev) – 44:03 | ( 0–1, 0–2, 1–2 ) | 16:30 – M. Zagrapan (A. Sekera, I. Majeský) 25:04 – I. Čiernik (M. Svatoš) 33:52 – I. Čiernik (R. Lintner) 54:18 – T. Tatar (PS) 58:05 – A. Podkonický (P. Frühauf, T. Starosta) | Gledalci: 13.556 Sodnika: Vladimír Šindler Sodnika: Patrik Sjoberg |

### Skupina B
| Reprezentanca | OT | Z | ZP | PP | P | DG | PG | GR  | Toč |
| ------------- | -- | - | -- | -- | - | -- | -- | --- | --- |
| Švica         | 3  | 3 | 0  | 0  | 0 | 10 | 2  | +8  | 9   |
| Kanada        | 3  | 2 | 0  | 0  | 1 | 12 | 6  | +6  | 6   |
| Latvija       | 3  | 1 | 0  | 0  | 2 | 7  | 11 | −4  | 3   |
| Italija       | 3  | 0 | 0  | 0  | 3 | 3  | 13 | −10 | 0   |

| 8. maj 2010 | Kanada | 5–1 | Italija | SAP Arena, Mannheim |

| Poročilo tekme | Poročilo tekme | Poročilo tekme    | Poročilo tekme                                  | Poročilo tekme                                                 |
| -------------- | --- | ----------------- | ----------------------------------------------- | -------------------------------------------------------------- |
| Začetek: 16:15 | C. Perry (S. Stamkos, R. Bourque) – 2:43 K. Russell (R. Whitney) – 19:12 M. Duchene (R. Whitney, B. Burns) – 25:27 S. Stamkos (M. Duchene, K. Cumiskey) – 30:37 R. Bourque (T. Myers) – 57:19 | ( 2–1, 2–0, 1–0 ) | 12:44 – M. Strazzabosco (N. Plastino, J. Parco) | Gledalci: 7.912 Sodnika: Vladimír Baluška Sodnika: Daniel Konc |

| 8. maj 2010 | Švica | 3–1 | Latvija | SAP Arena, Mannheim |

| Poročilo tekme | Poročilo tekme                                                                     | Poročilo tekme    | Poročilo tekme                          | Poročilo tekme                                                 |
| -------------- | ---------------------------------------------------------------------------------- | ----------------- | --------------------------------------- | -------------------------------------------------------------- |
| Začetek: 20:15 | A. Ambühl (D. Brunner, T. Monnet) – 2:26 R. Josi – 22:28 I. Rüthemann (EN) – 59:58 | ( 1–0, 1–0, 1–1 ) | 42:35 – G. Meija (J. Štāls, J. Rēdlihs) | Gledalci: 7.089 Sodnika: Tom Laaksonen Sodnika: Thomas Stearns |

| 10. maj 2010 | Švica | 3–0 | Italija | SAP Arena, Mannheim |

| Poročilo tekme | Poročilo tekme                                                                                  | Poročilo tekme    | Poročilo tekme | Poročilo tekme                                                     |
| -------------- | ----------------------------------------------------------------------------------------------- | ----------------- | -------------- | ------------------------------------------------------------------ |
| Začetek: 16:15 | T. Monnet (M. Seger) – 21:20 D. Brunner (P. Savary, R. Josi) – 46:39 (PP) M. Plüss – 59:44 (EN) | ( 0–0, 1–0, 2–0 ) |                | Gledalci: 5.971 Sodnika: Rafail Kadirov Sodnika: Daniel Piechaczek |

| 10. maj 2010 | Latvija | 1–6 | Kanada | SAP Arena, Mannheim |

| Poročilo tekme | Poročilo tekme                         | Poročilo tekme    | Poročilo tekme | Poročilo tekme                                                  |
| -------------- | -------------------------------------- | ----------------- | --- | --------------------------------------------------------------- |
| Začetek: 20:15 | G. Pujacs (J. Štāls, G. Meija) – 50:25 | ( 0–2, 0–4, 1–0 ) | 1:59 – J. Tavares (K. Russell, C. Perry) (PP) 18:19 – S. Stamkos (K. Russell, C. Perry) (PP) 25:30 – M. Giordano (R. Whitney, K. Cumiskey) (PP) 26:58 – J. Tavares (C. Perry) (PP) 30:07 – S. Downie (B. Burns) 39:06 – M. Giordano (E. Kane, R. Peverley) | Gledalci: 5.501 Sodnika: Daniel Konc Sodnika: Konstantin Olenin |

| 12. maj 2010 | Italija | 2–5 | Latvija | SAP Arena, Mannheim |

| Poročilo tekme | Poročilo tekme                                            | Poročilo tekme    | Poročilo tekme | Poročilo tekme                                                  |
| -------------- | --------------------------------------------------------- | ----------------- | --- | --------------------------------------------------------------- |
| Začetek: 16:15 | M. De Marchi (M. Souza) – 14:45 G. Scandella – 43:28 (PP) | ( 1–1, 0–1, 1–3 ) | 0:50 – K. Daugaviņš (J. Sprukts) 28:26 – A. Ņiživijs (H. Vasiļjevs, G. Pujacs) 41:56 – A. Reķis (G. Pujacs, A. Ņiživijs) 57:13 – K. Daugaviņš (M. Karsums) 59:09 – M. Karsums (M. Cipulis) (ENG) | Gledalci: 4.029 Sodnika: Vladimír Baluška Sodnika: Jari Levonen |

| 12. maj 2010 | Kanada | 1–4 | Švica | SAP Arena, Mannheim |

| Poročilo tekme | Poročilo tekme                              | Poročilo tekme    | Poročilo tekme | Poročilo tekme                                                 |
| -------------- | ------------------------------------------- | ----------------- | --- | -------------------------------------------------------------- |
| Začetek: 20:15 | J. Tavares (M. Duchene, R. Whitney) – 14:29 | ( 1–2, 0–1, 0–1 ) | 11:47 – I. Rüthemann (T. Déruns, M. Plüss) 14:03 – M. Plüss (T. Déruns, I. Rüthemann) 21:38 – A. Ambuhl (K. Romy, R. Josi) 45:29 – T. Déruns (M. Plüss, I. Rüthemann) | Gledalci: 12.500 Sodnika: Tom Laaksonen Sodnika: Thomas Sterns |

### Skupina C
| Reprezentanca | OT | Z | ZP | PP | P | DG | PG | GR | Toč |
| ------------- | -- | - | -- | -- | - | -- | -- | -- | --- |
| Švedska       | 3  | 2 | 0  | 0  | 1 | 9  | 6  | +3 | 6   |
| Češka         | 3  | 2 | 0  | 0  | 1 | 10 | 6  | +4 | 6   |
| Norveška      | 3  | 2 | 0  | 0  | 1 | 10 | 8  | +2 | 6   |
| Francija      | 3  | 0 | 0  | 0  | 3 | 5  | 14 | −9 | 0   |

| 9. maj 2010 | Češka | 6–2 | Francija | SAP Arena, Mannheim |

| Poročilo tekme | Poročilo tekme | Poročilo tekme    | Poročilo tekme                                                             | Poročilo tekme                                                   |
| -------------- | --- | ----------------- | -------------------------------------------------------------------------- | ---------------------------------------------------------------- |
| Začetek: 16:15 | P. Hubáček (J. Jágr) – 0:44 J. Novotný (F. Novak) (PP) – 11:43 P. Gřegořek (J. Novotný) – 23:23 K. Rachůnek (J. Klepiš, J. Jágr) (PP) – 25:07 L. Kašpar (J. Novotný, P. Vampola) – 46:06 M. Blaťák (J. Klepiš, J. Jágr) (PP) – 59:27 | ( 2–0, 2–0, 2–2 ) | 46:27 – Y. Treille (L. Meunier) 48:37 – L. Meunier (S. Treille, L. Tardif) | Gledalci: 3.132 Sodnika: Jari Levonen Sodnika: Konstantin Olenin |

| 9. maj 2010 | Norveška | 2–5 | Švedska | SAP Arena, Mannheim |

| Poročilo tekme | Poročilo tekme                                                                                     | Poročilo tekme    | Poročilo tekme | Poročilo tekme                                                     |
| -------------- | -------------------------------------------------------------------------------------------------- | ----------------- | --- | ------------------------------------------------------------------ |
| Začetek: 20:15 | P. Thoresen (A. Fredriksen, J. Holøs) (PP) – 20:20 H. Solberg (A. Fredriksen, P. Thoresen) – 44:57 | ( 0–2, 1–0, 1–3 ) | 6:43 – M. Weinhandl (M. Pääjärvi-Svensson) 12:45 – E. Karlsson (R. Wallin) (PP) 47:08 – M. Weinhandl (M. Pääjärvi-Svensson) 54:31 – M. Pääjärvi-Svensson (R. Wallin) 57:43 – M. Weinhandl (A. Engqvist) (PP) | Gledalci: 5.022 Sodnika: Rafail Kadirov Sodnika: Daniel Piechaczek |

| 11. maj 2010 | Češka | 2–3 | Norveška | SAP Arena, Mannheim |

| Poročilo tekme | Poročilo tekme                                                               | Poročilo tekme    | Poročilo tekme | Poročilo tekme                                                |
| -------------- | ---------------------------------------------------------------------------- | ----------------- | --- | ------------------------------------------------------------- |
| Začetek: 16:15 | J. Jágr (M. Rozsíval, J. Klepiš) – 27:56 (PP2) J. Jágr (K. Rachůnek) – 53:09 | ( 0–1, 1–1, 1–1 ) | 12:09 – M. Aasen (P. Thoresen, T. Jakobsen) 30:13 –A. Fredriksen (L. Østli, P. Thoresen) 44:23 –A. Bastiansen (M. Olimb, L. Spets) | Gledalci: 2.256 Sodnika: Tom Laaksonen Sodnika: Thomas Sterns |

| 11. maj 2010 | Švedska | 3–2 | Francija | SAP Arena, Mannheim |

| Poročilo tekme | Poročilo tekme | Poročilo tekme    | Poročilo tekme                                              | Poročilo tekme                                                  |
| -------------- | --- | ----------------- | ----------------------------------------------------------- | --------------------------------------------------------------- |
| Začetek: 20:15 | C. Gunnarsson (L. Omark, N. Persson) – 17:49 J. Andersson (M. Nylander) – 22:34 J. Harju (L. Omark, C.Bäckman) – 27:44 | ( 1–0, 2–0, 0–2 ) | 44:34 – Y. Treille 54:05 – L. Tardif (S. Da Costa, B. Amar) | Gledalci: 3.268 Sodnika: Vladimír Baluška Sodnika: Jari Levonen |

| 13. maj 2010 | Francija | 1–5 | Norveška | SAP Arena, Mannheim |

| Poročilo tekme | Poročilo tekme                       | Poročilo tekme    | Poročilo tekme | Poročilo tekme                                                  |
| -------------- | ------------------------------------ | ----------------- | --- | --------------------------------------------------------------- |
| Začetek: 16:15 | S. Da Costa (J. Auvitu) – 12:49 (PP) | ( 1–0, 0–1, 0–4 ) | 32:02 – P. Lorentzen (M. Røymark, K. Forsberg) 42:34 – M. Aasen (P. Thoresen, L. Østli) (PP) 47:19 – A. Bastiansen 48:42 – P. Thoresen (M. Aasen) 56:57 – M. Olimb (PS) | Gledalci: 4.403 Sodnika: Daniel Konc Sodnika: Daniel Piechaczek |

| 13. maj 2010 | Švedska | 1–2 | Češka | SAP Arena, Mannheim |

| Poročilo tekme | Poročilo tekme                           | Poročilo tekme   | Poročilo tekme                                                    | Poročilo tekme                                                      |
| -------------- | ---------------------------------------- | ---------------- | ----------------------------------------------------------------- | ------------------------------------------------------------------- |
| Začetek: 20:15 | M. Pääjärvi-Svensson (R. Wallin) – 24:03 | ( 0–1,1–1, 0–0 ) | 0:54 – T. Rolinek (SH) 29:18 – P. Hubáček (J. Novotný, T. Vokoun) | Gledalci: 12.500 Sodnika: Rafail Kadirov Sodnika: Konstantin Olenin |

### Skupina D
| Reprezentanca | OT | Z | ZP | PP | P | DG | PG | GR | Toč |
| ------------- | -- | - | -- | -- | - | -- | -- | -- | --- |
| Finska        | 3  | 2 | 0  | 0  | 1 | 5  | 6  | −1 | 6   |
| Nemčija       | 3  | 1 | 1  | 0  | 1 | 5  | 3  | +2 | 5   |
| Danska        | 3  | 1 | 1  | 0  | 1 | 7  | 5  | +2 | 5   |
| ZDA           | 3  | 0 | 0  | 2  | 1 | 4  | 7  | −3 | 2   |

| 7. maj 2010 | ZDA | 1–2 (OT) | Nemčija | Veltins-Arena, Gelsenkirchen |

| Poročilo tekme | Poročilo tekme    | Poročilo tekme         | Poročilo tekme                                            | Poročilo tekme                                                   |
| -------------- | ----------------- | ---------------------- | --------------------------------------------------------- | ---------------------------------------------------------------- |
| Začetek: 20:15 | R. Carter – 48:28 | ( 0–0, 0–1, 1–0, 0–1 ) | 25:20 – M. Wolf (M. Müller, C. Ullmann) 60:21 – F. Schütz | Gledalci: 77.803 Sodnika: Christer Lärking Sodnika: Chris Savage |

| 8. maj 2010 | Finska | 1–4 | Danska | Lanxess Arena, Köln |

| Poročilo tekme | Poročilo tekme                                | Poročilo tekme    | Poročilo tekme | Poročilo tekme                                             |
| -------------- | --------------------------------------------- | ----------------- | --- | ---------------------------------------------------------- |
| Začetek: 20:15 | P. Kontiola (J. Aaltonen, P. Nummelin) – 6:47 | ( 1–2, 0–1, 0–1 ) | 2:20 – F. Nielsen (K. Staal, J. Jakobsen) 5:19 – P. Regin (K. Degn) 21:19 – J. Jakobsen (T. Dresler) 59:13 – F. Nielsen (EN) | Gledalci: 11.452 Sodnika: Rick Looker Sodnika: Milan Minář |

| 10. maj 2010 | ZDA | 1–2 (OT) | Danska | Lanxess Arena, Köln |

| Poročilo tekme | Poročilo tekme                                 | Poročilo tekme         | Poročilo tekme                                            | Poročilo tekme                                                |
| -------------- | ---------------------------------------------- | ---------------------- | --------------------------------------------------------- | ------------------------------------------------------------- |
| Začetek: 16:15 | K. Yandle (K. Okposo, J. Johnson) – 32:03 (PP) | ( 0–0, 1–1, 0–0, 0–1 ) | 28:52 – L. Eller (F. Nielsen, P. Regin) 62:04 – S. Lassen | Gledalci: 8.985 Sodnika: Ole Hansen Sodnika: Vladimír Šindler |

| 10. maj 2010 | Nemčija | 0–1 | Finska | Lanxess Arena, Köln |

| Poročilo tekme | Poročilo tekme | Poročilo tekme    | Poročilo tekme                  | Poročilo tekme                                                     |
| -------------- | -------------- | ----------------- | ------------------------------- | ------------------------------------------------------------------ |
| Začetek: 20:15 |                | ( 0–0, 0–1, 0–0 ) | 25:18 – J. Immonen (J. Jokinen) | Gledalci: 18.654 Sodnika: Christer Larking Sodnika: Patrik Sjöberg |

| 12. maj 2010 | Danska | 1–3 | Nemčija | Lanxess Arena, Köln |

| Poročilo tekme | Poročilo tekme                                 | Poročilo tekme    | Poročilo tekme                                                               | Poročilo tekme                                                |
| -------------- | ---------------------------------------------- | ----------------- | ---------------------------------------------------------------------------- | ------------------------------------------------------------- |
| Začetek: 16:15 | P. Larsen (P. Regin, J. Damgaard) – 3:40 (PP2) | ( 1–1, 0–2, 0–0 ) | 8:40 – M. Goc (A. Sulzer) (PP) 33:28 – F. Schütz (J. Krueger) 35:09 – N. Goc | Gledalci: 18.623 Sodnika: Marc Muylaert Sodnika: Chris Savage |

| 12. maj 2010 | Finska | 3–2 | ZDA | Lanxess Arena, Köln |

| Poročilo tekme | Poročilo tekme | Poročilo tekme    | Poročilo tekme                                                              | Poročilo tekme                                                  |
| -------------- | --- | ----------------- | --------------------------------------------------------------------------- | --------------------------------------------------------------- |
| Začetek: 20:15 | L. Komarov (J. Immonen, P. Puistola) – 35:52 P. Nummelin (M. Mäenpää) (PP) – 40:18 S. Kapanen (P. Nummelin, J. Aaltonen) – 57:58 | ( 0–1, 1–0, 2–1 ) | 3:30 – D. Moss (J. Johnson, C. Kreider) 59:43 – T.J. Oshie (K. Yandle) (SH) | Gledalci: 17.633 Sodnika: Milan Minář Sodnika: Vladimír Šindler |

## Kvalifikacijski krog
3 najbolje uvrščene reprezentance iz vsake skupine se uvrstijo v Kvalifikacijski krog. Skupini v Kvalifikacijskem krogu sta skupini E in F, reprezentance iz skupin A in D gredo v skupino E, reprezentance iz skupin B in C pa v skupino F.
Vsaka reprezentanca igra tri tekme v Kvalifikacijskem krogu, eno proti vsaki reprezentanci iz druge skupine. Te 3 tekme skupaj z 2 že odigranima tekmama proti reprezentancama iz svoje skupine štejejo za končno razvrstitev v skupinah E in F. 
4 najbolje uvrščene reprezentance iz skupin E in F napredujejo v četrtfinale.
|  | Reprezentanca napreduje v Končnico |
|  | Reprezentanca končala s prvenstvom |

### Skupina E
| Reprezentanca | OT | Z | ZP | PP | P | DG | PG | GR  | Toč |
| ------------- | -- | - | -- | -- | - | -- | -- | --- | --- |
| Rusija        | 5  | 5 | 0  | 0  | 0 | 20 | 5  | +15 | 15  |
| Finska        | 5  | 3 | 0  | 0  | 2 | 9  | 11 | −2  | 9   |
| Nemčija       | 5  | 2 | 0  | 1  | 2 | 8  | 8  | 0   | 7   |
| Danska        | 5  | 2 | 0  | 0  | 3 | 13 | 12 | +1  | 6   |
| Belorusija    | 5  | 1 | 1  | 0  | 3 | 7  | 11 | −4  | 5   |
| Slovaška      | 5  | 1 | 0  | 0  | 4 | 8  | 18 | −10 | 3   |

| 14. maj 2010 | Slovaška | 0–6 | Danska | Lanxess Arena, Köln |

| Poročilo tekme | Poročilo tekme | Poročilo tekme    | Poročilo tekme | Poročilo tekme                                                |
| -------------- | -------------- | ----------------- | --- | ------------------------------------------------------------- |
| Začetek: 16:15 |                | ( 0–6, 0–0, 0–0 ) | 1:05 – P. Regin (M. Bodker, D. Nielsen) 4:20 – P. Larsen (J. Damgaard, P. Regin) (PP2) 4:40 – M. Christensen (M. Green, P. Regin) (PP) 10:52 – M. Madsen (D. Nielsen, L. Eller) (PP) 12:21 – M. Green (K. Degn) 13:42 – S. Lassen (L. Eller, M. Madsen) | Gledalci: 4.442 Sodnika: Ole Hansen Sodnika: Christer Larking |

| 14. maj 2010 | Finska | 2–0 | Belorusija | Lanxess Arena, Köln |

| Poročilo tekme | Poročilo tekme                                                                          | Poročilo tekme    | Poročilo tekme | Poročilo tekme                                               |
| -------------- | --------------------------------------------------------------------------------------- | ----------------- | -------------- | ------------------------------------------------------------ |
| Začetek: 20:15 | J. Immonen (A. Miettinen) (PP) – 27:23 J-P. Hytönen (A. Pihlström, P. Puistola) – 32:19 | ( 0–0, 2–0, 0–0 ) |                | Gledalci: 5.273 Sodnika: Rick Looker Sodnika: Patrik Sjöberg |

| 15. maj 2010 | Rusija | 3–2 | Nemčija | Lanxess Arena, Köln |

| Poročilo tekme | Poročilo tekme | Poročilo tekme    | Poročilo tekme                                                                     | Poročilo tekme                                                  |
| -------------- | --- | ----------------- | ---------------------------------------------------------------------------------- | --------------------------------------------------------------- |
| Začetek: 20:15 | I. Kovaljčuk (A. Frolov, A. Jemelin) – 14:20 N. Kulemin (M. Afinogenov, V. Kozlov) – 26:10 A. Ovečkin (A. Sjomin) – 49:46 | ( 1–0, 1–1, 1–1 ) | 39:59 – C. Ehrhoff (M. Wolf, K. Hospelt) 53:39 – A. Barta (S. Felski, D. Kreutzer) | Gledalci: 18.343 Sodnika: Milan Minář Sodnika: Vladimír Šindler |

| 16. maj 2010 | Danska | 1–6 | Rusija | Lanxess Arena, Köln |

| Poročilo tekme | Poročilo tekme                                   | Poročilo tekme    | Poročilo tekme | Poročilo tekme                                                |
| -------------- | ------------------------------------------------ | ----------------- | --- | ------------------------------------------------------------- |
| Začetek: 16:15 | M. Christensen (P. Regin, K. Staal) (PP) – 25:02 | ( 0–2, 1–1, 0–3 ) | 15:07 – P. Dacjuk (I. Kovaljčuk, J. Malkin) 19:12 – A. Ovečkin (S. Fjodorov) (SH) 33:40 – J. Malkin (I. Kovaljčuk, P. Dacjuk) (PP) 47:51 – P. Dacjuk]] (J. Malkin, I. Kovaljčuk) 50:51 – P. Dacjuk]] (PS) 52:26 – N. Kulemin (M. Afinogenov, A. Anisimov) | Gledalci: 5.789 Sodnika: Ole Hansen Sodnika: Christer Larking |

| 16. maj 2010 | Nemčija | 1–2 (OT) | Belorusija | Lanxess Arena, Köln |

| Poročilo tekme | Poročilo tekme                | Poročilo tekme         | Poročilo tekme                                                                             | Poročilo tekme                                                |
| -------------- | ----------------------------- | ---------------------- | ------------------------------------------------------------------------------------------ | ------------------------------------------------------------- |
| Začetek: 20:15 | M. Müller (S. Felski) – 59:06 | ( 0–1, 0–0, 1–0, 0–1 ) | 6:43 – A. Mihalev (J. Čupris, J. Koviršin) 64:45 – A. Kaljužni (M. Grabovski, A. Makricki) | Gledalci: 11.748 Sodnika: Marc Muylaert Sodnika: Chris Savage |

| 17. maj 2010 | Finska | 5–2 | Slovaška | Lanxess Arena, Köln |

| Poročilo tekme | Poročilo tekme | Poročilo tekme    | Poročilo tekme                                                               | Poročilo tekme                                             |
| -------------- | --- | ----------------- | ---------------------------------------------------------------------------- | ---------------------------------------------------------- |
| Začetek: 16:15 | P. Kontiola (T. Jaakola, S. Kapanen) – 29:20 P. Nummelin (R. Hahl) – 30:13 J. Jokinen (P. Nummelin, P. Puistola) – 33:26 J. Jokinen (P. Nummelin, A. Miettinen) – 56:34 J. Aaltonen (J. Niskala, P. Rinne) (EN) – 58:54 | ( 0–0, 3–0, 2–2 ) | 41:58 – T. Tatar (T. Starosta) 58:01 – V. Mihálik (T. Starosta, M. Bartovič) | Gledalci: 3.474 Sodnika: Milan Minář Sodnika: Chris Savage |

| 17. maj 2010 | Belorusija | 2–1 | Danska | Lanxess Arena, Köln |

| Poročilo tekme | Poročilo tekme                                                                     | Poročilo tekme    | Poročilo tekme                          | Poročilo tekme                                                 |
| -------------- | ---------------------------------------------------------------------------------- | ----------------- | --------------------------------------- | -------------------------------------------------------------- |
| Začetek: 20:15 | A. Stas (A. Ugarov, A. Kaljužni) – 36:31 M. Stefanovič (M. Grabovski) (PP) – 57:49 | ( 0–1, 1–0, 1–0 ) | 0:38 – L. Eller (M. Madsen, F. Nielsen) | Gledalci: 3.257 Sodnika: Rick Looker Sodnika: Vladimír Šindler |

| 18. maj 2010 | Slovaška | 1–2 | Nemčija | Lanxess Arena, Köln |

| Poročilo tekme | Poročilo tekme                     | Poročilo tekme    | Poročilo tekme                                                          | Poročilo tekme                                               |
| -------------- | ---------------------------------- | ----------------- | ----------------------------------------------------------------------- | ------------------------------------------------------------ |
| Začetek: 16:15 | M. Svatos (D. Granak) (PP) – 39:17 | ( 0–1, 1–1, 0–0 ) | 7:19 – A. Barta (D. Kreutzer) 24:42 – D. Kreutzer (A. Barta, S. Felski) | Gledalci: 15.137 Sodnika: Ole Hansen Sodnika: Patrik Sjöberg |

| 18. maj 2010 | Rusija | 5–0 | Finska | Lanxess Arena, Köln |

| Poročilo tekme | Poročilo tekme | Poročilo tekme    | Poročilo tekme | Poročilo tekme                                               |
| -------------- | --- | ----------------- | -------------- | ------------------------------------------------------------ |
| Začetek: 20:15 | S. Fjodorov (A. Sjomin, A. Ovečkin) (PP) – 16:42 J. Malkin (I. Kovaljčuk, S. Gončar) (PP) – 33:52 N. Kulemin (M. Afinogenov, A. Anisimov) – 34:02 A. Emelin (I. Kovaljčuk) – 42:15 M. Afinogenov (D. Kulikov) – 42:55 | ( 1–0, 2–0, 2–0 ) |                | Gledalci: 11.687 Sodnika: Rick Looker Sodnika: Marc Muylaert |

### Skupina F
| Reprezentanca | OT | Z | ZP | PP | P | DG | PG | GR  | Toč |
| ------------- | -- | - | -- | -- | - | -- | -- | --- | --- |
| Švedska       | 5  | 4 | 0  | 0  | 1 | 18 | 7  | +11 | 12  |
| Švica         | 5  | 3 | 0  | 0  | 2 | 12 | 12 | 0   | 9   |
| Češka         | 5  | 3 | 0  | 0  | 2 | 12 | 10 | +2  | 9   |
| Kanada        | 5  | 2 | 0  | 0  | 3 | 22 | 12 | +10 | 6   |
| Norveška      | 5  | 2 | 0  | 0  | 3 | 9  | 26 | −17 | 6   |
| Latvija       | 5  | 1 | 0  | 0  | 4 | 10 | 16 | −6  | 3   |

| 14. maj 2010 | Kanada | 12–1 | Norveška | SAP Arena, Mannheim |

| Poročilo tekme | Poročilo tekme | Poročilo tekme    | Poročilo tekme      | Poročilo tekme                                                  |
| -------------- | --- | ----------------- | ------------------- | --------------------------------------------------------------- |
| Začetek: 16:15 | E. Kane (M. Staal) – 13:09 C. Perry (K. Russell, R. Whitney) (PP) – 23:51 M. Giordano (M. Duchene, J. Eberle) – 33:12 J. Tavares (PP) – 36:42 R. Peverley (E. Kane, J. Eberle) – 37:27 S. Downie (S. Ott) – 38:16 R. Whitney (B. Burns) – 39:06 E. Kane (J. Eberle, R. Peverley) – 39:48 J. Eberle (R. Peverley) (PP) – 40:39 J. Tavares (C. Perry) – 45:57 J. Tavares (B. Burns) – 49:18 M. Duchene (F. Beauchemin, R. Whitney) – 50:18 | ( 1–1, 7–0, 4–0 ) | 01:35 – Jonas Holøs | Gledalci: 2.670 Sodnika: Vladimír Baluška Sodnika: Jari Levonen |

| 14. maj 2010 | Švedska | 4–2 | Latvija | SAP Arena, Mannheim |

| Poročilo tekme | Poročilo tekme | Poročilo tekme    | Poročilo tekme                                                 | Poročilo tekme                                                  |
| -------------- | --- | ----------------- | -------------------------------------------------------------- | --------------------------------------------------------------- |
| Začetek: 20:15 | M. Pääjärvi-Svensson (V. Hedman) – 0:31 O. Ekman-Larsson (F. Pettersson) – 5:08 M. Nylander (R. Wallin, C. Bäckman) – 14:30 T. Mårtensson (C. Gunnarsson, M. Pääjärvi-Svensson – 58:00 | ( 3–1, 0–0, 1–1 ) | 0:56 – M. Karsums (J. Sprukts) 45:01 – M. Karsums (J. Sprukts) | Gledalci: 3.078 Sodnika: Daniel Konc Sodnika: Daniel Piechaczek |

| 15. maj 2010 | Švica | 3–2 | Češka | SAP Arena, Mannheim |

| Poročilo tekme | Poročilo tekme | Poročilo tekme    | Poročilo tekme                                                | Poročilo tekme                                                     |
| -------------- | --- | ----------------- | ------------------------------------------------------------- | ------------------------------------------------------------------ |
| Začetek: 20:15 | M. Plüss (G. Bezina, I. Rüthemann) – 4:13 A. Ambühl (D. Brunner, T. Monnet) – 14:07 A. Ambühl (T. Helbling) – 31:47 | ( 2–0, 1–2, 0–0 ) | 24:07 – J. Marek (J. Voráček) 34:41 – M. Blaťák (R. Červenka) | Gledalci: 7.206 Sodnika: Rafail Kadirov Sodnika: Konstantin Olenin |

| 16. maj 2010 | Latvija | 5–0 | Norveška | SAP Arena, Mannheim |

| Poročilo tekme | Poročilo tekme | Poročilo tekme    | Poročilo tekme | Poročilo tekme                                                 |
| -------------- | --- | ----------------- | -------------- | -------------------------------------------------------------- |
| Začetek: 16:15 | L. Dārziņš, (K. Sotnieks, A. Džeriņš) – 42:06 M. Cipulis, (A. Ņiživijs, H. Vasiļjevs) (PP) – 48:45 G. Galviņš (K. Daugaviņš) (PP) – 57:02 J. Sprukts (EN) – 58:25 G. Galviņš (A. Jerofejevs) – 59:54 | ( 0–0, 0–0, 5–0 ) |                | Gledalci: 1.925 Sodnika: Vladimír Baluška Sodnika: Daniel Konc |

| 16. maj 2010 | Švedska | 3–1 | Kanada | SAP Arena, Mannheim |

| Poročilo tekme | Poročilo tekme                                                                                                 | Poročilo tekme    | Poročilo tekme   | Poročilo tekme                                                |
| -------------- | --- | ----------------- | ---------------- | ------------------------------------------------------------- |
| Začetek: 20:15 | J. Harju (A. Engqvist, O. Larsson) – 2:35 J. Andersson (J. Ericsson) – 21.47 J. Andersson (N. Persson) – 24.51 | ( 1–0, 2–0, 0–1 ) | 46.57 – B. Laich | Gledalci: 4.289 Sodnika: Tom Laaksonen Sodnika: Thomas Sterns |

| 17. maj 2010 | Norveška | 3–2 | Švica | SAP Arena, Mannheim |

| Poročilo tekme | Poročilo tekme | Poročilo tekme    | Poročilo tekme                                                      | Poročilo tekme                                                  |
| -------------- | --- | ----------------- | ------------------------------------------------------------------- | --------------------------------------------------------------- |
| Začetek: 16:15 | A. Bastiansen (M. Olimb, L. Spets) – 3:55 L. Spets (A. Bastiansen, M. Olimb) – 6:53 M. Aasen (O. Tollefsen, A. Fredriksen) – 18:39 | ( 3–1, 0–0, 0–1 ) | 7:49 – D. Brunner (R. Josi, A. Ambühl) 57:49 J. Vauclair (M. Seger) | Gledalci: 1.896 Sodnika: Daniel Konc Sodnika: Konstantin Olenin |

| 17. maj 2010 | Češka | 3–1 | Latvija | SAP Arena, Mannheim |

| Poročilo tekme | Poročilo tekme                                                                                           | Poročilo tekme    | Poročilo tekme                   | Poročilo tekme                                                     |
| -------------- | --- | ----------------- | -------------------------------- | ------------------------------------------------------------------ |
| Začetek: 20:15 | T. Rolinek (P. Koukal) (SH) – 22:21 T. Rolinek (P. Koukal) (SH) – 37:51 R. Červenka (J. Novotný) – 52:51 | ( 0–0, 2–0, 1–1 ) | 52:05 – S. Pečura (K. Saulietis) | Gledalci: 3.354 Sodnika: Rafail Kadirov Sodnika: Daniel Piechaczek |

| 18. maj 2010 | Kanada | 2–3 | Češka | SAP Arena, Mannheim |

| Poročilo tekme | Poročilo tekme                                                                 | Poročilo tekme    | Poročilo tekme | Poročilo tekme                                               |
| -------------- | ------------------------------------------------------------------------------ | ----------------- | --- | ------------------------------------------------------------ |
| Začetek: 16:15 | R. Whitney (M. Giordano, C. Mason) (PP) – 6:59 M. Duchene (M. Raymond) – 58:49 | ( 1–1, 0–2, 1–0 ) | 18:20 – L. Kašpar (J. Novotný) (SH) 32:19 – J. Jágr (P. Vampola, O. Němec) 38:18 – J. Klepiš (M. Rozsíval, T. Vokoun) (PP) | Gledalci: 6.466 Sodnika: Jari Levonen Sodnika: Thomas Sterns |

| 18. maj 2010 | Švica | 0–5 | Švedska | SAP Arena, Mannheim |

| Poročilo tekme | Poročilo tekme | Poročilo tekme    | Poročilo tekme | Poročilo tekme                                                   |
| -------------- | -------------- | ----------------- | --- | ---------------------------------------------------------------- |
| Začetek: 20:15 |                | ( 0–1, 0–2, 0–2 ) | 3:02 – M. Pääjärvi-Svensson (T. Mårtensson) 20:48 – J. Harju (E. Karlsson, J. Ericsson) 23:40 – V. Hedman (T. Mårtensson) 43:53 – F. Pettersson (J. Ericsson) 44:41 – T. Mårtensson (M. Pääjärvi-Svensson, M. Nilson) | Gledalci: 5.757 Sodnika: Vladimír Baluška Sodnika: Tom Laaksonen |

## Skupina za obstanek
Štiri četrtouvrščene reprezentance v vsaki skupini so morale igrati v skupini za obstanek. Slednja je bila potrebna za določitev dveh reprezentanc, ki sta za 2011 izpadli v Divizijo I. 
ZDA in Francija sta si zagotovili obstanek v elitni diviziji, 
medtem ko sta za 2011 Italijo in Kazahstan kot kvalifikantki iz Divizije I nadomestili Avstrija in Slovenija. 
|  | Reprezentanca ostaja v elitni diviziji za 2011 |
|  | Reprezentanca nazaduje v Divizijo I            |

### Skupina G
| Reprezentanca | OT | Z | ZP | PP | P | DG | PG | GR  | Toč |
| ------------- | -- | - | -- | -- | - | -- | -- | --- | --- |
| ZDA           | 3  | 2 | 1  | 0  | 0 | 17 | 2  | +15 | 8   |
| Francija      | 3  | 2 | 0  | 0  | 1 | 7  | 8  | −1  | 6   |
| Italija       | 3  | 1 | 0  | 1  | 1 | 5  | 6  | −1  | 4   |
| Kazahstan     | 3  | 0 | 0  | 0  | 3 | 4  | 17 | −13 | 0   |

| 15. maj 2010 | ZDA | 10–0 | Kazahstan | Lanxess Arena, Köln |

| Poročilo tekme | Poročilo tekme | Poročilo tekme    | Poročilo tekme | Poročilo tekme                                               |
| -------------- | --- | ----------------- | -------------- | ------------------------------------------------------------ |
| Začetek: 16:15 | T. J. Oshie (K. Okposo, M. Greene) – 0:55 K. Okposo (T. J. Oshie, TJ Galiardi) – 1:13 M. Gilroy (TJ Galiardi) (PP) – 6:53 M. Gilroy (T. J. Oshie, TJ Galiardi) – 10:20 N. Foligno (B. Dubinsky) – 28:03 R. Potulny (B. Dubinsky, K. Yandle) – 36:34 M. Gilroy (R. Potulny) – 36:46 B. Dubinsky (A. Greene) (PP2) – 38:44 T. Kennedy (C. Hanson, J. Hillen) (PP) – 39:29 C. Kreider (R. Carter) – 58:57 | ( 4–0, 5–0, 1–0 ) |                | Gledalci: 4.529 Sodnika: Marc Muylaert Sodnika: Chris Savage |

| 15. maj 2010 | Italija | 1–2 | Francija | SAP Arena, Mannheim |

| Poročilo tekme | Poročilo tekme                                           | Poročilo tekme    | Poročilo tekme                                                                                   | Poročilo tekme                                             |
| -------------- | -------------------------------------------------------- | ----------------- | ------------------------------------------------------------------------------------------------ | ---------------------------------------------------------- |
| Začetek: 16:15 | M. Strazzabosco (C. Borgatello, R. Ramoser) – 51:04 (PP) | ( 0–1, 0–0, 1–1 ) | 4:34 – B. Amar (S. Da Costa, P. Bellemare) 43:14 – L. Gras (K. Hecquefeuille, P. Bellemare) (PP) | Gledalci: 3.173 Sodnika: Tom Laaksonen Sodnika: Tom Sterns |

| 16. maj 2010 | Francija | 0–4 | ZDA | Lanxess Arena, Köln |

| Poročilo tekme | Poročilo tekme | Poročilo tekme    | Poročilo tekme | Poročilo tekme                                                    |
| -------------- | -------------- | ----------------- | --- | ----------------------------------------------------------------- |
| Začetek: 12:15 |                | ( 0–0, 0–2, 0–2 ) | 24:49 – N. Foligno (J. Johnson, B. Dubinsky) 34:06 – B. Dubinsky (D. Moss, M. Lundin) 41:36 – T.J. Oshie (T.J. Galiardi, K. Yandle) 53:41 – N. Foligno (B. Dubinsky, D. Moss) | Gledalci: 4.325 Sodnika: Vladimír Šindler Sodnika: Patrik Sjöberg |

| 16. maj 2010 | Italija | 2–1 | Kazahstan | SAP Arena, Mannheim |

| Poročilo tekme | Poročilo tekme                                                                            | Poročilo tekme    | Poročilo tekme                          | Poročilo tekme                                                   |
| -------------- | ----------------------------------------------------------------------------------------- | ----------------- | --------------------------------------- | ---------------------------------------------------------------- |
| Začetek: 12:15 | C. Borgatello (A. Egger, M. Souza) – 46:43 M. Souza (A. Egger, G. Scandella) (PP) – 49:30 | ( 0–0, 0–0, 2–1 ) | 44:37 – R. Starčenko (K. Šafranov) (PP) | Gledalci: 1.934 Sodnika: Jari Levonen Sodnika: Daniel Piechaczek |

| 18. maj 2010 | ZDA | 3 – 2 (PS) | Italija | Lanxess Arena, Köln |

| Poročilo tekme | Poročilo tekme | Poročilo tekme              | Poročilo tekme                                                              | Poročilo tekme                                                 |
| -------------- | --- | --------------------------- | --------------------------------------------------------------------------- | -------------------------------------------------------------- |
| Začetek: 12:15 | B. Dubinsky (A. Greene, R. Potulny) (PP) – 11:45 R. Potulny (B. Dubinsky, M. Gilroy) (PP) – 51:08 T. J. Oshie – 65:00 | ( 1–0, 0–1, 1–1, 0–0, 1–0 ) | 34:00 – G. Scandella (M. Souza) 46:49 – S. Margoni (T. Johnson, P. Iannone) | Gledalci: 5.864 Sodnika: Christer Larking Sodnika: Milan Minář |

| 18. maj 2010 | Kazahstan | 3–5 | Francija | SAP Arena, Mannheim |

| Poročilo tekme | Poročilo tekme                                                                                                   | Poročilo tekme    | Poročilo tekme | Poročilo tekme                                                     |
| -------------- | --- | ----------------- | --- | ------------------------------------------------------------------ |
| Začetek: 12:15 | D. Dudarev – 10:30 R. Starčenko (M. Semenov, K. Šafranov) (PP) – 15:55 V. Krasnoslobocev (A. Vasilčenko) – 53:18 | ( 2–3, 0–1, 1–1 ) | 8:39 – S. Treille (PP) 12:19 – L. Meunier 13:43 – L. Gras (L. Tardif) 29:46 – B. Amar (J. Auvitu) (PP) 48:42 – P. Bellemare (A. Lussier, N. Besch) | Gledalci: 7.845 Sodnika: Rafail Kadirov Sodnika: Konstantin Olenin |

## Končnica

### Drevo končnice
|  | Četrtfinale |             |             |  |     |           |           |           |  |                           |                           |                           |   |
|  | E1          | Rusija      | 5           |  |     |           |           |           |  |                           |                           |                           |   |
|  | F4          | Kanada      | 2           |  |     | Polfinale | Polfinale | Polfinale |  |                           |                           |                           |   |
|  |             |             |             |  |     | QF1       | Rusija    | 2         |  |                           |                           |                           |   |
|  | Četrtfinale | Četrtfinale | Četrtfinale |  | QF2 | Nemčija   | 1         |           |  |                           |                           |                           |   |
|  | F2          | Švica       | 0           |  |     |           |           |           |  |                           |                           |                           |   |
|  | E3          | Nemčija     | 1           |  |     |           |           |           |  | Finale                    | Finale                    | Finale                    |   |
|  |             |             |             |  |     |           |           |           |  |                           | SF1                       | Rusija                    | 1 |
|  | Četrtfinale | Četrtfinale | Četrtfinale |  |     |           |           |           |  |                           | SF2                       | Češka                     | 2 |
|  | F1          | Švedska     | 4           |  |     |           |           |           |  |                           |                           |                           |   |
|  | E4          | Danska      | 2           |  |     | Polfinale | Polfinale | Polfinale |  | Tekma za bronasto medaljo | Tekma za bronasto medaljo | Tekma za bronasto medaljo |   |
|  |             |             |             |  |     | QF3       | Švedska   | 2         |  | SF1                       | Nemčija                   | 1                         |   |
|  | Četrtfinale | Četrtfinale | Četrtfinale |  | QF4 | Češka     | 3k        |           |  | SF2                       | Švedska                   | 3                         |   |
|  | E2          | Finska      | 1           |  |     |           |           |           |  |                           |                           |                           |   |
|  | F3          | Češka       | 2k          |  |     |           |           |           |  |                           |                           |                           |   |

Legenda: k - po kazenskih strelih

### Četrtfinale
| 20. maj 2010 | Finska | 1–2 (PS) | Češka | Lanxess Arena, Köln |

| Poročilo tekme | Poročilo tekme                               | Poročilo tekme              | Poročilo tekme                                      | Poročilo tekme                                                |
| -------------- | -------------------------------------------- | --------------------------- | --------------------------------------------------- | ------------------------------------------------------------- |
| Začetek: 16:15 | P. Kontiola (J. Niskala, P. Nummelin) – 0:55 | ( 1–0, 0–0, 0–1, 0–0, 0–1 ) | 41:12 – J. Klepiš (M. Blaťák) (PP) 70:00 – J. Marek | Gledalci: 9.258 Sodnika: Chris Savage Sodnika: Patrik Sjöberg |

| 20. maj 2010 | Švedska | 4–2 | Danska | SAP Arena, Mannheim |

| Poročilo tekme | Poročilo tekme | Poročilo tekme    | Poročilo tekme                                                                              | Poročilo tekme                                                   |
| -------------- | --- | ----------------- | ------------------------------------------------------------------------------------------- | ---------------------------------------------------------------- |
| Začetek: 16:15 | M. Nilson (M. Johansson, T. Martensson) (PP) – 14:58 J. Andersson, (J. Ericsson, M. Backlund) – 27:21 R. Wallin (A. Engvist, M. Johannson) (SH) – 32:29 L. Omark (N. Persson, J. Harju) (PP) – 53:17 | ( 1–0, 2–1, 1–1 ) | 33:18 – J. Damgaard (L. Eller, F. Nielsen) 57:35 – M. Madsen (D. Nielsen, J. Damgaard) (PP) | Gledalci: 3.487 Sodnika: Jari Levonen Sodnika: Daniel Piechaczek |

| 20. maj 2010 | Rusija | 5–2 | Kanada | Lanxess Arena, Köln |

| Poročilo tekme | Poročilo tekme | Poročilo tekme    | Poročilo tekme                                                           | Poročilo tekme                                                       |
| -------------- | --- | ----------------- | ------------------------------------------------------------------------ | -------------------------------------------------------------------- |
| Začetek: 20:15 | M. Afinogenov (D. Kulikov, V. Atjušov) – 19:02 P. Dacjuk (S. Gončar, I. Kovaljčuk) (PP2) – 21:45 J. Malkin (D. Kalinin, I. Kovaljčuk) (PP) – 37:31 S. Fjodorov (V. Atjušov) – 47:31 J. Malkin (I. Kovaljčuk, I. Nikulin) (EN) – 56:56 | ( 1–0, 2–0, 2–2 ) | 53:52 – J. Tavares (B. Burns) 59:46 – M. Duchene (K. Cumiskey, T. Myers) | Gledalci: 12.274 Sodnika: Christer Larking Sodnika: Vladimír Šindler |

| 20. maj 2010 | Švica | 0–1 | Nemčija | SAP Arena, Mannheim |

| Poročilo tekme | Poročilo tekme | Poročilo tekme    | Poročilo tekme                             | Poročilo tekme                                                 |
| -------------- | -------------- | ----------------- | ------------------------------------------ | -------------------------------------------------------------- |
| Začetek: 20:15 |                | ( 0–0, 0–1, 0–0 ) | 30:46 – P. Gogulla (K. Hospelt, A. Sulzer) | Gledalci: 12.500 Sodnika: Tom Laaksonen Sodnika: Thomas Sterns |

### Polfinale
| 22. maj 2010 | Švedska | 2–3 (PS) | Češka | Lanxess Arena, Köln |

| Poročilo tekme | Poročilo tekme                                                                          | Poročilo tekme              | Poročilo tekme                                                                              | Poročilo tekme                                              |
| -------------- | --------------------------------------------------------------------------------------- | --------------------------- | ------------------------------------------------------------------------------------------- | ----------------------------------------------------------- |
| Začetek: 14:00 | J. Harju (E. Karlsson, L. Omark) – 8:29 A. Engqvist (T. Mårtensson, O. Larsson) – 31:25 | ( 1–1, 1–0, 0–1, 0–0, 0–1 ) | 17:28 – T. Mojžíš (L. Kašpar, T. Rolinek) 59:52 – K. Rachůnek (J. Voráček) 70:00 – J. Marek | Gledalci: 13.437 Sodnika: Rick Looker Sodnika: Chris Savage |

| 22. maj 2010 | Rusija | 2–1 | Nemčija | Lanxess Arena, Köln |

| Poročilo tekme | Poročilo tekme                                                | Poročilo tekme    | Poročilo tekme                               | Poročilo tekme                                                   |
| -------------- | ------------------------------------------------------------- | ----------------- | -------------------------------------------- | ---------------------------------------------------------------- |
| Začetek: 18:00 | J. Malkin (S. Gončar, I. Kovaljčuk) – 31:07 P. Dacjuk – 58:10 | ( 0–1, 1–0, 1–0 ) | 15:30 – M. Goc (F. Schütz, C. Ehrhoff) (PP2) | Gledalci: 18.734 Sodnika: Vladimír Baluška Sodnika: Jari Levonen |

### Tekma za bronasto medaljo
| 23. maj 2010 | Švedska | 3–1 | Nemčija | Lanxess Arena, Köln |

| Poročilo tekme | Poročilo tekme | Poročilo tekme    | Poročilo tekme                 | Poročilo tekme                                                   |
| -------------- | --- | ----------------- | ------------------------------ | ---------------------------------------------------------------- |
| Začetek: 16:15 | M. Pääjärvi-Svensson (C. Bäckman) – 2:56 J. Andersson (R. Wallin, M. Johansson) – 43:57 J. Andersson (M. Johannson) (EN) – 59:27 | ( 1–0, 0–1, 2–0 ) | 36:03 – A. Barta (D. Kruetzer) | Gledalci: 15.873 Sodnika: Chris Savage Sodnika: Vladimír Šindler |

### Finale
| 23. maj 2010 | Rusija | 1–2 | Češka | Lanxess Arena, Köln |

| Poročilo tekme | Poročilo tekme                                    | Poročilo tekme    | Poročilo tekme                                              | Poročilo tekme                                                   |
| -------------- | ------------------------------------------------- | ----------------- | ----------------------------------------------------------- | ---------------------------------------------------------------- |
| Začetek: 20:30 | P. Dacjuk (I. Kovaljčuk, S. Gončar) (EAG) – 59:24 | ( 0–1, 0–1, 1–0 ) | 0:20 – J. Klepiš (J. Jágr) 38:13 – T. Rolinek (K. Rachůnek) | Gledalci: 19.132 Sodnika: Vladimír Baluška Sodnika: Jari Levonen |

## Končna lestvica in statistika

### Končna lestvica
Končna lestvica turnirja:
|    | Reprezentanca |
| -- | ------------- |
|    | Češka         |
|    | Rusija        |
|    | Švedska       |
| 4  | Nemčija       |
| 5  | Švica         |
| 6  | Finska        |
| 7  | Kanada        |
| 8  | Danska        |
| 9  | Norveška      |
| 10 | Belorusija    |
| 11 | Latvija       |
| 12 | Slovaška      |
| 13 | ZDA           |
| 14 | Francija      |
| 15 | Italija       |
| 16 | Kazahstan     |

### Vodilni strelci
Seznam prikazuje najučinkovitejših 10 strelcev, razvrščenih po točkah, nato zadetkih. Če seznam presega 10 mest, ker je 2 ali več igralcev izenačenih, so navedeni vsi izenačeni igralci.
| Igralec                  | OT | G | P  | TOČ | +/- | KM | Položaj |
| ------------------------ | -- | - | -- | --- | --- | -- | ------- |
| Ilja Kovaljčuk           | 9  | 2 | 10 | 12  | +8  | 2  | FW      |
| Brandon Dubinsky         | 6  | 3 | 7  | 10  | +3  | 2  | FW      |
| Magnus Pääjärvi-Svensson | 9  | 5 | 4  | 9   | +8  | 2  | FW      |
| Ray Whitney              | 7  | 2 | 6  | 8   | 0   | 0  | FW      |
| John Tavares             | 7  | 7 | 0  | 7   | +2  | 6  | FW      |
| Pavel Dacjuk             | 6  | 6 | 1  | 7   | +6  | 0  | FW      |
| Jevgenij Malkin          | 5  | 5 | 2  | 7   | +6  | 10 | FW      |
| Matt Duchene             | 7  | 4 | 3  | 7   | +5  | 0  | FW      |
| Maksim Afinogenov        | 9  | 3 | 4  | 7   | +7  | 18 | FW      |
| Jaromír Jágr             | 9  | 3 | 4  | 7   | +1  | 12 | FW      |
| Jakub Klepiš             | 9  | 3 | 4  | 7   | −1  | 8  | FW      |

OT = odigranih tekem; G = golov; P = podaj; TOČ = točk; +/- = Plus/Minus; KM = Kazenskih minut

### Vodilni vratarji
Seznam prikazuje 5 najboljših vratarjev po odstotku ubranjenih strelov, ki so za svojo reprezentanco odigrali vsaj 40% igralnega časa.
| Igralec           | MIN    | SOG | GA | GAA  | %     | SO |
| ----------------- | ------ | --- | -- | ---- | ----- | -- |
| Dennis Endras     | 364:06 | 181 | 7  | 1.15 | 96.13 | 1  |
| Semjon Varlamov   | 297:53 | 135 | 7  | 1.41 | 95.07 | 1  |
| Daniel Bellissimo | 263:51 | 172 | 9  | 2.05 | 94.77 | 0  |
| Tomáš Vokoun      | 496:27 | 234 | 13 | 1.57 | 94.44 | 0  |
| Andrej Mezin      | 183:57 | 104 | 6  | 1.96 | 94.23 | 0  |

Za obrazložitev tabele glej sem; MIN = igralni čas (minut:sekund).

## Sodniki
Mednarodna hokejska zveza je za sojenje tekem prvenstva izbrala 16 glavnih in 16 linijskih sodnikov. 
| Glavni sodniki Vladimír Baluška Ole Stian Hansen Rafael Kadirov Daniel Konc Tom Laaksonen Jari Levonen Rick Looker Milan Minář | Marc Muylaert Konstantin Olenin Sören Persson Daniel Piechaczek Chris Savage Vladimír Šindler Patrik Sjöberg Tom Sterns | Linijski sodniki Roger Arm Daniel Bechard Eric Bouguin David Brown Ivan Dedioulia Ansis Eglītis Thomas Gemeinhardt Konstantin Gordenko | František Kalivoda Christian Kaspar Andreas Kowert Peter Sabelström Anton Semjonov Jussi Terho Miroslav Valach Tobias Wehrli |

## Medijska pokritost
Mednarodna hokejska zveza je pravice televizijskih prenosov prodala v naslednje države. 
| Država     | Televizija            |
| ---------- | --------------------- |
| Avstrija   | ORF                   |
| Belorusija | BTRC                  |
| Belorusija | Orange                |
| Bolgarija  | Nova Sport            |
| BiH        | TV-Arena              |
| Brazilija  | Sportv                |
| Češka      | ČT                    |
| Češka      | ČRo                   |
| Črna gora  | TV-Arena              |
| Danska     | Viasat                |
| Danska     | DR                    |
| Estonija   | Viasat                |
| Finska     | YLE                   |
| Finska     | Urho TV               |
| Francija   | Sport+                |
| Francija   | France Télévisions    |
| Hong Kong  | i-Cable               |
| Islandija  | RÚV                   |
| Italija    | RAI                   |
| Kanada     | TSN                   |
| Kanada     | RDS                   |
| Kanada     | CTV                   |
| Kazahstan  | KZSport1              |
| Kazahstan  | Orange                |
| Kitajska   | CCTV-5                |
| Latvija    | Viasat                |
| Litva      | Viasat                |
| Luksemburg | Servus TV             |
| Madžarska  | Chello Central Europe |
| Madžarska  | Polsat                |
| Nemčija    | Sport1                |
| Nemčija    | ARD                   |
| Nemčija    | N24                   |
| Nemčija    | Pro7                  |
| Nemčija    | RTL                   |
| Nemčija    | Sat.1                 |
| Nemčija    | ZDF                   |
| Nemčija    | RNF                   |
| Nemčija    | Servus TV             |

| Država | Televizija            |
| --- | --------------------- |
| Norveška | Viasat                |
| Norveška | NRK                   |
| Norveška | TV2                   |
| Poljska | Polsat                |
| Romunija | Chello Central Europe |
| Romunija | Polsat                |
| Rusija | Perviy Kanal          |
| Rusija | VGTRK                 |
| Slovaška | STV                   |
| Slovaška | Slovenský rozhlas     |
| Slovaška | Radio Expres          |
| Slovenija | Class1                |
| Slovenija | Sport TV              |
| Srbija | TV Arena              |
| Srednji vzhod in Severna AfrikaSeznam držav - Alžirija - Bahrajn - Džibuti - Egipt - Irak - Jemen - Jordanija - Katar - Komori - Kuvajt - Libanon - Libija - Mavretanija - Maroko - Oman - Palestina - Saudova Arabija - Sirija - Somalija - Sudan - Tunizija - ZAE | Al Jazeera Sports     |
| Španija | Enjoy TV              |
| Švedska | Viasat                |
| Švedska | SVT                   |
| Švedska | Aftonbladet TV        |

| Država                  | Televizija           |
| ----------------------- | -------------------- |
| Švica                   | SRG SSR idée suisse  |
| Ukrajina                | Pershiy Nazional'nyi |
| Združene države Amerike | Universal Sports     |

| Država   | Televizija      |
| -------- | --------------- |
| Avstrija | ORF1 HD         |
| Kanada   | TSN HD          |
| Kanada   | RDS HD          |
| Danska   | TV2 Sport HD    |
| Finska   | YLE HD          |
| Norveška | Viasat Sport HD |
| Poljska  | Polsat Sport HD |
| Rusija   | HD Sport        |
| Švedska  | Viasat Sport HD |
| Švica    | HD Suisse       |